# Tashi Dor

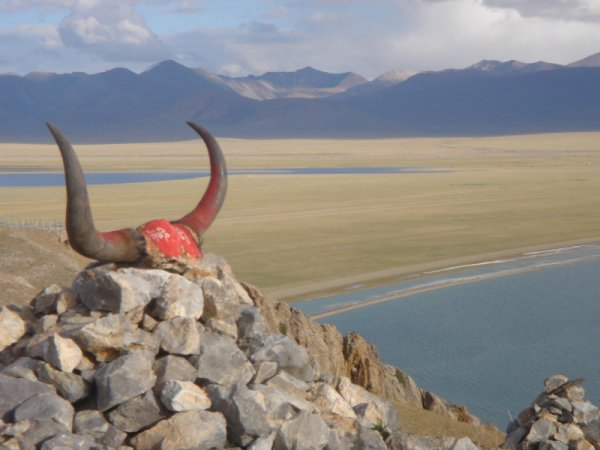
Aussicht von Tashi Dor

Tashi Dor ist eine Halbinsel im Nam Co, einem Salzsee im Autonomen Gebiet Tibet der Volksrepublik China. Die Gegend um Tashi Dor wurde zum Nationalpark erklärt.
Auf der Halbinsel liegt ein kleines Nyingmapa-Kloster, das um eine Höhle herum gebaut ist und sich mit einer Vielzahl von Gebetsfahnen hinter zwei mächtigen roten Felsen versteckt. Einsiedeleien, kleine Höhlentempel, Yakschädel mit Inschriften, Manimauern sowie ein Nonnenkloster sind ebenfalls auf der Halbinsel anzutreffen. Nomadenhirten nehmen häufig ihre Lager auf Tashi Dor. Es herrscht eine beträchtliche Vogelvielfalt vor. Zwischen April und November lassen sich Scharen von Zugvögeln beobachten. Insbesondere der Schwarzhalskranich, Symbolvogel Ladakhs, lässt sich hier gut beobachten.